# Bahnstrecke Kunowice–Cybinka
| Kursbuchstrecke: | PKP                  |                                      |                                      |
| Streckenlänge: | 23 km                |                                      |                                      |
| Spurweite: | 1435 mm (Normalspur) |                                      |                                      |
| |                      |                                      |                                      |
| \| \| \| von Poznań \| \| \| \| 0,0 \| Kunowice (Kunersdorf; ehem. Bahnhof) \| Kunowice (Kunersdorf; ehem. Bahnhof) \| \| \| \| nach Frankfurt (Oder) \| \| \| \| \| Anschl. osiedle Przemysłowe \| \| \| \| 3,9 \| Świecko (Schwetig) \| Świecko (Schwetig) \| \| \| 6,2 \| Rybocice (Reipzig) \| Rybocice (Reipzig) \| \| \| 9,2 \| Prochowiec (Pulverkrug) \| Prochowiec (Pulverkrug) \| \| \| \| Grubenbahn \| \| \| \| \| strategische Verbindung zur Oder \| \| \| \| 12,1 \| Kunice Odrzańskie (Kunitz) \| Kunice Odrzańskie (Kunitz) \| \| \| 12.301 \| Urad \| Urad \| \| \| \| Grubenbahn \| \| \| \| 12,6 \| Urad (Aurith) \| Urad (Aurith) \| \| \| 15,0 \| Maczków (Matschdorf) \| Maczków (Matschdorf) \| \| \| 18,2 \| Koziczyn (Steinbockwerk) \| Koziczyn (Steinbockwerk) \| \| \| \| Grubenbahn \| \| \| \| 22,753 \| Cybinka (Ziebingen) \| Cybinka (Ziebingen) \| \| \| \| Grubenbahn \| \| \| \| \| \| \| |                      |                                      |                                      |
| Strecke |                      | von Poznań                           | von Poznań                           |
| Haltepunkt / Haltestelle | 0,0                  | Kunowice (Kunersdorf; ehem. Bahnhof) | Kunowice (Kunersdorf; ehem. Bahnhof) |
| Abzweig geradeaus, nach rechts und ehemals von rechts |                      | nach Frankfurt (Oder)                | nach Frankfurt (Oder)                |
| Abzweig ehemals geradeaus und nach rechts |                      | Anschl. osiedle Przemysłowe          | Anschl. osiedle Przemysłowe          |
| Bahnhof (Strecke außer Betrieb) | 3,9                  | Świecko (Schwetig)                   | Świecko (Schwetig)                   |
| Haltepunkt / Haltestelle (Strecke außer Betrieb) | 6,2                  | Rybocice (Reipzig)                   | Rybocice (Reipzig)                   |
| Haltepunkt / Haltestelle (Strecke außer Betrieb) | 9,2                  | Prochowiec (Pulverkrug)              | Prochowiec (Pulverkrug)              |
| Abzweig geradeaus und nach links (Strecke außer Betrieb) · Abzweig geradeaus, nach rechts und von rechts (Strecke außer Betrieb) |                      | Grubenbahn                           | Grubenbahn                           |
| Abzweig geradeaus und nach rechts (Strecke außer Betrieb) · Strecke (außer Betrieb) |                      | strategische Verbindung zur Oder     | strategische Verbindung zur Oder     |
| Bahnhof (Strecke außer Betrieb) · Strecke (außer Betrieb) | 12,1                 | Kunice Odrzańskie (Kunitz)           | Kunice Odrzańskie (Kunitz)           |
| Betriebsstelle Streckenanfang (Strecke außer Betrieb) · Strecke (außer Betrieb) · Strecke (außer Betrieb) | 12.301               | Urad                                 | Urad                                 |
| Abzweig geradeaus, nach links und von links (Strecke außer Betrieb) · Kreuzung (Strecken außer Betrieb) · Strecke nach rechts (außer Betrieb) |                      | Grubenbahn                           | Grubenbahn                           |
| Strecke (außer Betrieb) · Bahnhof (Strecke außer Betrieb) | 12,6                 | Urad (Aurith)                        | Urad (Aurith)                        |
| Strecke (außer Betrieb) · Haltepunkt / Haltestelle (Strecke außer Betrieb) | 15,0                 | Maczków (Matschdorf)                 | Maczków (Matschdorf)                 |
| Strecke (außer Betrieb) · Haltepunkt / Haltestelle (Strecke außer Betrieb) | 18,2                 | Koziczyn (Steinbockwerk)             | Koziczyn (Steinbockwerk)             |
| Strecke nach links (außer Betrieb) · Kreuzung (Strecken außer Betrieb) · Strecke von rechts (außer Betrieb) |                      | Grubenbahn                           | Grubenbahn                           |
| Bahnhof (Strecke außer Betrieb) · Strecke (außer Betrieb) | 22,753               | Cybinka (Ziebingen)                  | Cybinka (Ziebingen)                  |
| Strecke nach links (außer Betrieb) · Abzweig geradeaus und von rechts (Strecke außer Betrieb) |                      | Grubenbahn                           | Grubenbahn                           |
| |                      |                                      |                                      |

Die Bahnstrecke Kunowice–Cybinka ist eine ehemalige Nebenstrecke der Weststernberger Kreiskleinbahn.

## Geschichte
Die „Kontinentale Eisenbahn-Bau- und Betriebsgesellschaft Berlin“ hatte im Mai 1905 eine Konzession zum Bau der Strecke erhalten. Die Hälfte der Kosten übernahm der Kreis Weststernberg, der auch Eigentümer der Strecke war, je ein Viertel übernahmen der preußische Staat und die Provinz Brandenburg. Am 1. September 1907 wurde die Strecke eröffnet, Betreiber war die Landesverkehrsdirektion Brandenburg. Die Verwaltung der Bahn befand sich im Stationsgebäude des Endbahnhofs Ziebingen.
Der in der Region aufstrebende Braunkohlebergbau sowie die Holz- und Papierindustrie machten die östlich der Oder gelegene Strecke in den folgenden Jahren zu einem wichtigen Wirtschaftsweg. Im Jahr 1937 eröffnete die in Pulverkrug ansässige G. Baerwaldt GmbH, eine Papier- und Zellulosefabrik, eine normalspurige Feldbahn, die von Pulverkrug parallel zur Kleinbahn an Ziebingen vorbeiführte, wobei der Endpunkt auch an den Bahnhof Ziebingen angeschlossen war. Diese Bahn war nur gut sieben Jahre in Betrieb, mit den aufkommenden Kampfhandlungen Ende des Zweiten Weltkriegs wurde sie Anfang 1945 eingestellt.
Im Winter 1945 übernahm die Polnische Staatsbahn (PKP) den Betrieb auf der Strecke von Cybinka. Im Personenverkehr fuhren täglich zwei Zugpaare zwischen Rzepin und Cybinka.
In den 1970er Jahren wurde aus militärstrategischen Gründen eine Brückendublierung gebaut, um in Kriegsfall Ersatz für den Knoten Frankfurt (Oder) zu haben. Von Kunice führte ein Gleis an die Oder, ebenso wurde auf der anderen Seite eine Strecke aus dem Bereich Wiesenau zwischen Frankfurt und Eisenhüttenstadt an die Oder gebaut. Hier konnte im Ernstfall eine Behelfsbrücke errichtet werden. Die Teile für diese Brücke lagerten auf DDR-Seite bei Ziltendorf. 1998 wurde das Gleis demontiert.
1966 wurde der reguläre PKP-Personenverkehr auf der Strecke von Kunowice nach Cybinka eingestellt. Die Strecke blieb für den Güterverkehr in Betrieb. Zuletzt wurde nur noch bei Bedarf der Holzverladeplatz in Cybinka bedient. Eine als letzte Fahrt auf der Strecke überhaupt angekündigte Sonderfahrt fand am 30. Juni 2012 statt.

## Fotos

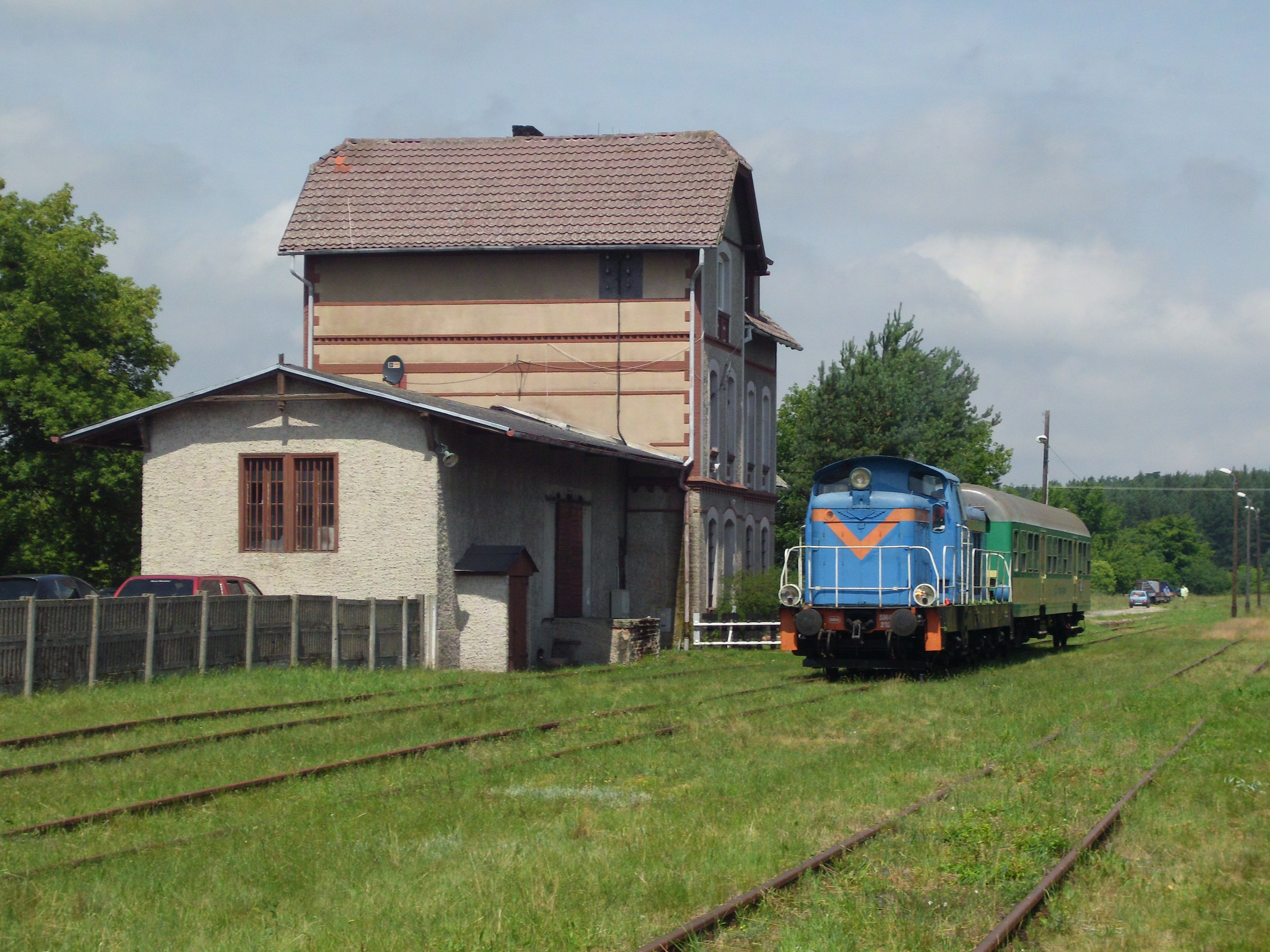
Bahnhof Cybinka, Sonderfahrt vom 30. Juni 2012
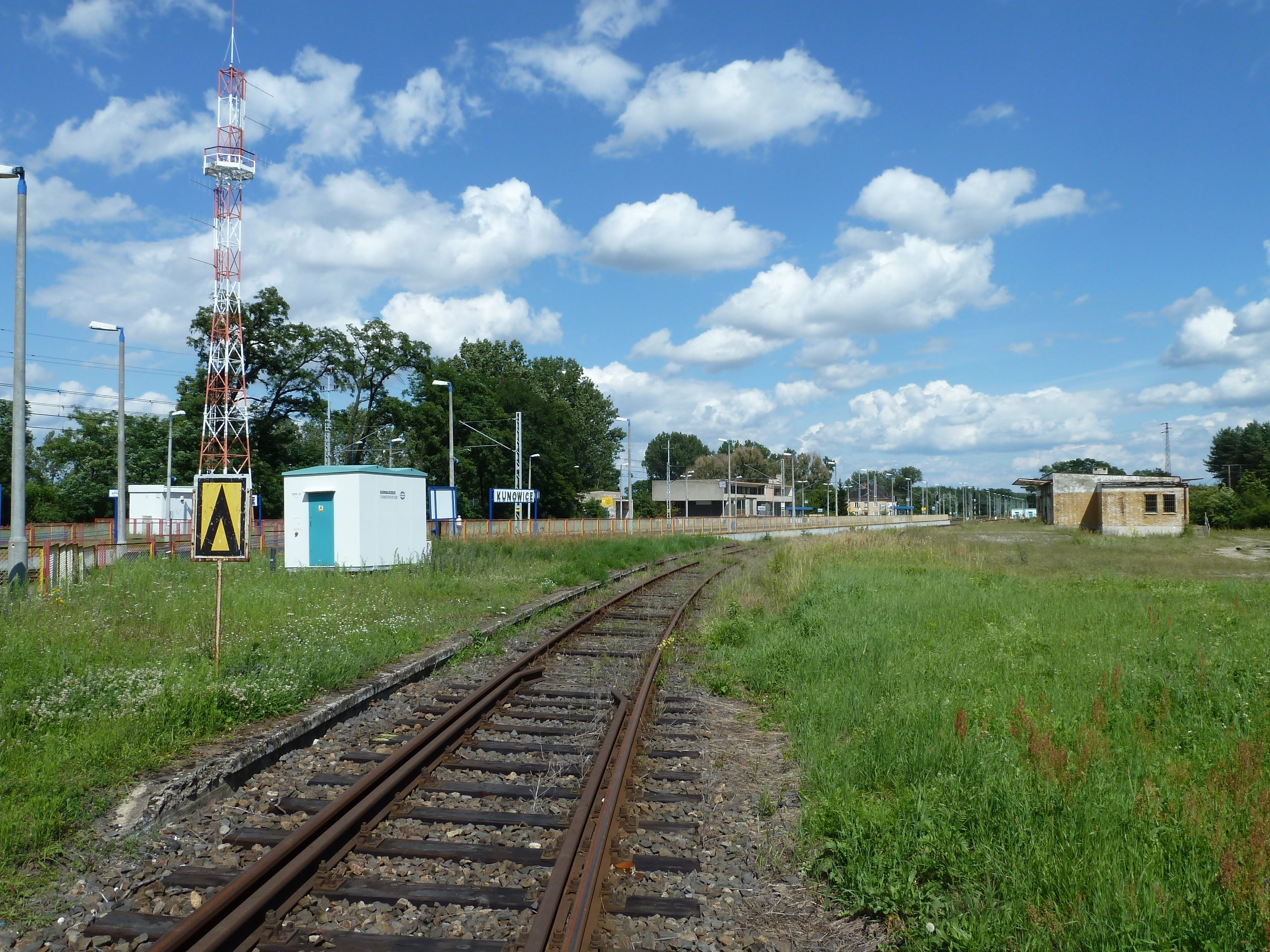
Ehemaliger Bahnsteig am Bahnhof Kunowice in Richtung Cybinka
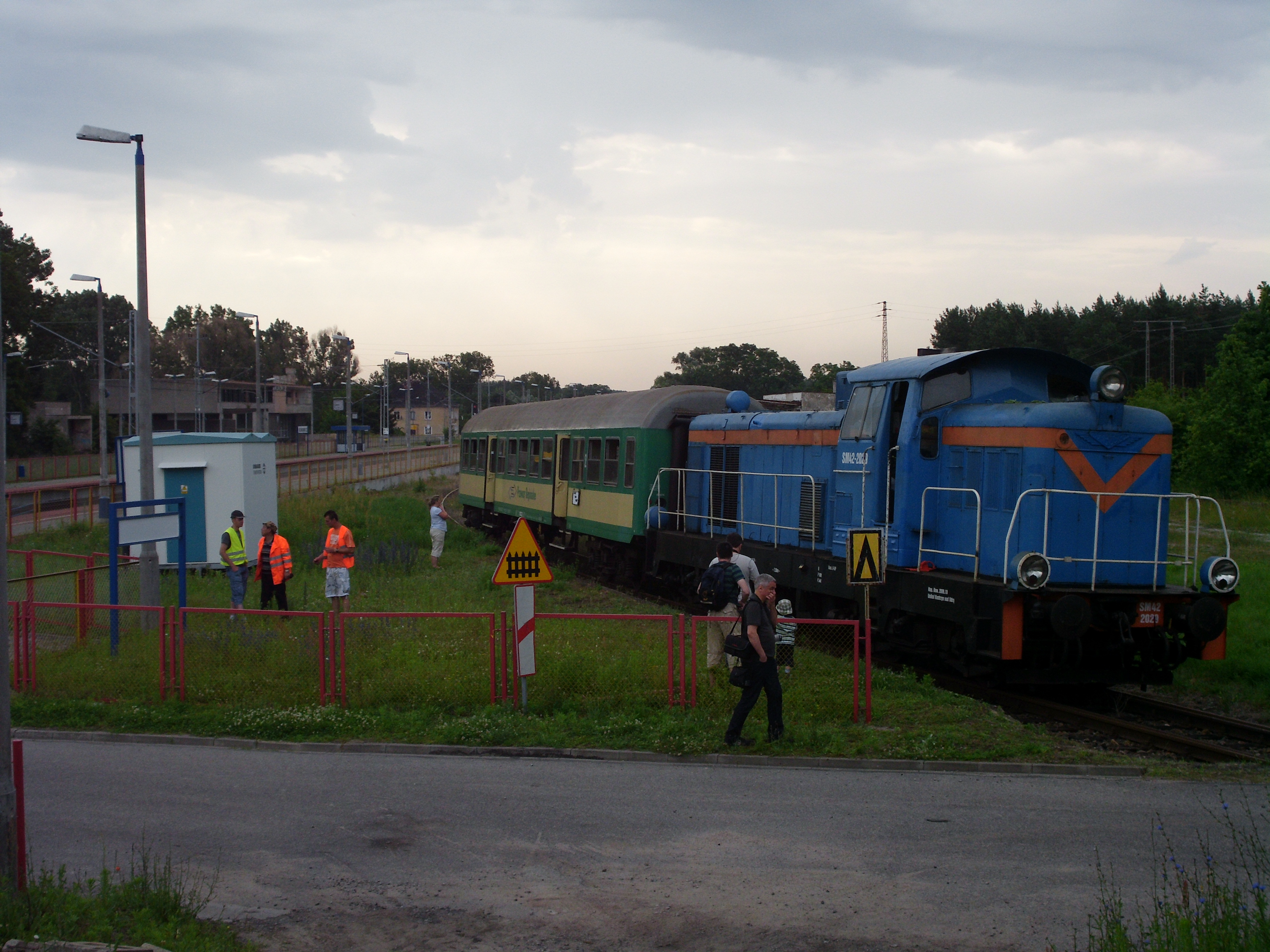
Ausfahrt aus dem Bahnhof Kunowice, Sonderfahrt vom 30. Juni 2012